# ウィリキーズ
ウィリキーズ（英語: Willikies, Willikie's）はアンティグア・バーブーダ、セント・フィリップ教区の町。人口は1,179人（2001年国勢調査）。セント・フィリップ教区では唯一人口が千人を超える都市である。
アンティグア島東部、北のマーサーズ・クリーク湾と南のノンサッチ湾に挟まれた場所に位置している。近隣の都市は西のグランヴィルズ（Glanvilles）。街の北東にはロングベイ・ビーチ（Long Bay Beach）を中心としたリゾート地があり、その東にはデビルズ・ブリッジ国立公園（Devil's Bridge National Park）とインディアン・タウン岬がある。